# Papamosques de Basilan
El papamosques de Basilan (Ficedula basilanica) és una espècie d'ocell de la família dels muscicàpids (Muscicapidae) endèmica de les Filipines. Actualment es troba únicament a les illes de Mindanao, Leyte, Samar i Dinagat. El seu estat de conservació es considera vulnerable.